# Intoxicação em massa de Irkutsk em 2016

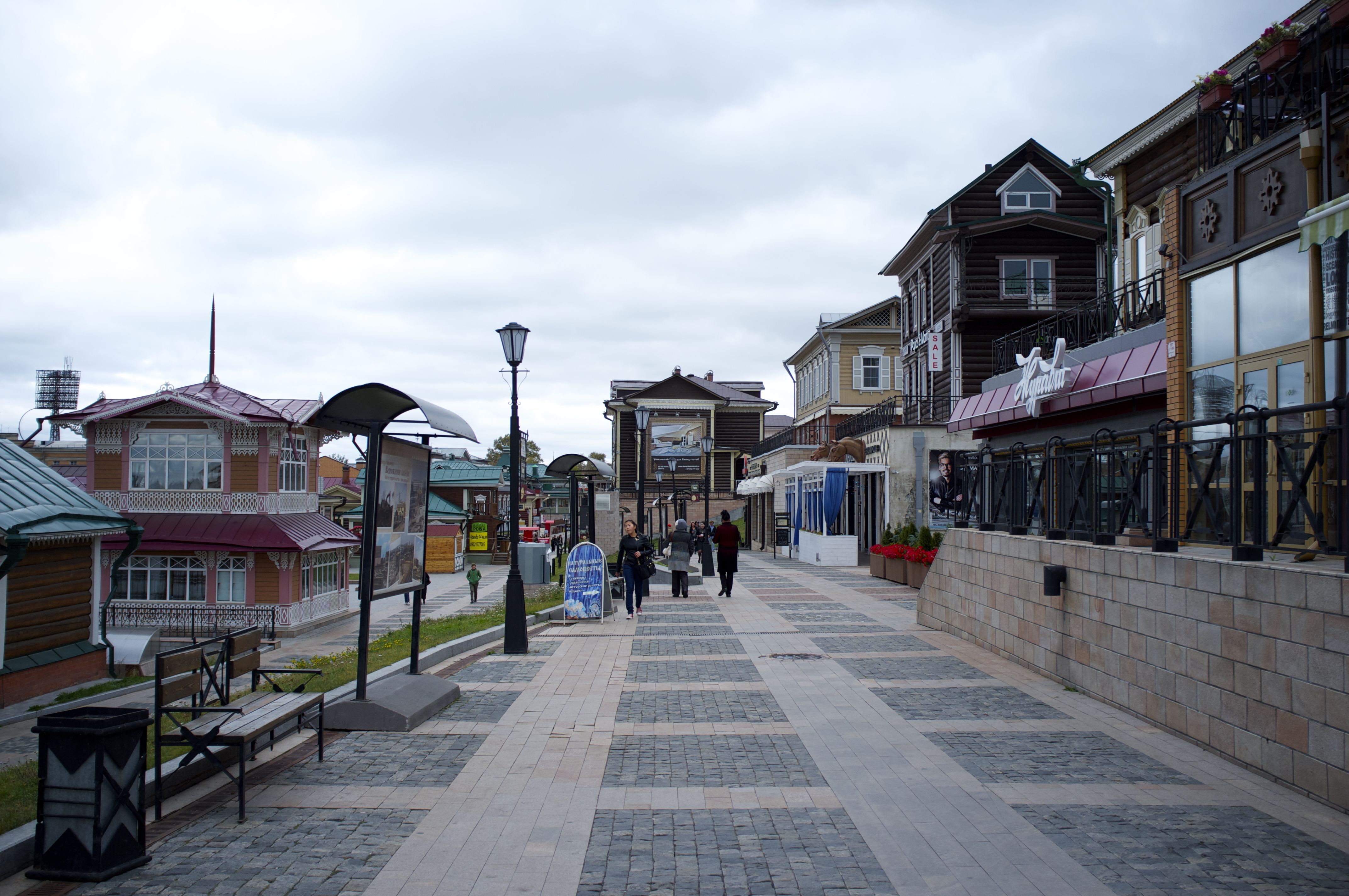
Irkutsk em 2014

O episódio de intoxicação em massa de Irkutsk em 2016 ocorreu em 18 de dezembro do referido ano, onde 77 pessoas morreram em um envenenamento em massa por metanol em Irkutsk, uma das maiores cidades na Sibéria, Rússia. O envenenamento foi proporcionado pela ingestão de perfume, "substituto do álcool" — na verdade, banho perfumado, loção que foi erroneamente rotulada como contendo etanol.

## Causas
Por possuir cerca de um terço do custo da tradicional vodca, o banho de loção com álcool foi adquirido como uma bebida por causa de seu baixo preço, em meio a extremas condições econômicas. Essas compras têm vindo a aumentar nos últimos anos, devido o momento econômico atravessado pela Rússia, onde a economia tem sofrido com a baixa dos preços do petróleo e das sanções internacionais colocadas contra o país após a crise ucraniana.
O vice-primeiro-ministro da Rússia comentou antes deste incidente, que tais produtos não-tradicionais de álcool são responsáveis por até 20% do total de álcool consumido no país. Como tal, intoxicações por álcool no país não são frequentes, mas o número de mortos no incidente levou a Associated Press chamá-lo de "sem precedentes em sua escala."
A loção foi misturado com o metanol (álcool metílico, álcool de madeira, CH3OH), um simples álcool, que é venenoso para o sistema nervoso central e outras partes do corpo. O metanol é mais barato que o álcool encontrado em vodka e outras bebidas alcoólicas, o etanol (álcool etílico, grão de álcool, CH3CH2OH). Os dois álcoois são semelhantes em muitos aspectos, e não podem ser facilmente diferenciados. O conteúdo diferiu dos rótulos nas garrafas, o que indicava que eles continham álcool etílico—especificamente, "93% de álcool etílico, extrato hawthorn, óleo de limão, ftalato de dietila e glicerol. De acordo com os primeiros relatos, um total de 57 pessoas foram hospitalizadas, com 49 vindo a morrer. As vítimas foram descritas como sendo moradores pobres do bairro Novo-Lenino em Irkutsk, todas com idades entre 35 e 50. Relatórios subseqüentes aumentaram o número de afetados, 107, com pelo menos 60 mortes.
No dia 28 de dezembro os dados foram atualizados para um total de 77 mortes e 11 ainda a permanecer hospitalizadas.

## Rescaldo
Várias pessoas envolvidas na produção da loção foram presas pelas autoridades russas, e cerca de 500l do restante de loção foram apreendidas a partir da instalação subterrânea, onde ele tinha sido produzido.
Após o incidente, um porta-voz do presidente russo, Vladimir Putin, chamou de uma "terrível tragédia". Dmitry Medvedev, o primeiro-ministro, pediu uma proibição de líquidos não-alcoólicos tradicionais, como o banho de loção, afirmando que "é um absurdo e nós precisamos colocar um fim a isso."
Em 21 de dezembro de 2016, a agência de notícias russa Interfax informou que Putin planejava para baixar os impostos sobre o álcool, num esforço para reduzir o uso de risco de substitutos de álcool, exigindo de funcionários do governo para que apresentem um plano de até 31 de Março de 2017.